# Liste des maires de Champigny-sur-Marne

## Liste des maires
Le premier maire élu se nommait Contamine. Il siégea de 1790 à 1791. Il est destitué, sur plainte des habitants de Cœuilly, grâce au nouveau droit de pétition, par Jean Sylvain Bailly maire de Paris. Pranville, curé de la paroisse, est élu à sa place par les « grands électeurs » le 16 juin 1791. Il le reste jusqu'au 20 messidor an II (8 juillet 1794)[réf. nécessaire].
Théophile Daussy a présidé la délégation spéciale du gouvernement de Vichy (1940-41). Celui-ci nomma ensuite nomma Charles Jobelin maire (1941-44). Louis Merlane est élu maire à la Libération (1944-45)[réf. nécessaire].
| Période                                  | Période                       | Identité                                        | Étiquette | Qualité |
| ---------------------------------------- | ----------------------------- | ----------------------------------------------- | --------- | --- |
| 1790                                     | 1791                          | M. Contamine                                    |           | |
| 1791                                     | 1794                          | M. Pranville                                    |           | |
| Les données manquantes sont à compléter. |                               |                                                 |           | |
| 1800                                     | 1804                          | Nicolas Renault Joseph Bénard                   |           | Boulanger |
| 1804                                     | 1813                          | Antoine Desterne                                |           | Instituteur |
| 1813                                     | 1814                          | Nicolas Ferret                                  |           | Chef d'institution |
| 1814                                     | 1816                          | Charles Maurice de Meckenheim d'Artaize         |           | Gendarme |
| 1816                                     | 1826                          | Auguste Philippe Hilaire Duverger de Villeneuve |           | Avocat puis commissaire-priseur |
| 1826                                     | 1829                          | Pierre Hamelin                                  |           | Négociant |
| 1830                                     | 1830                          | Balthazar Julie Perrache                        |           | Avoué |
| 1830                                     | 1840                          | Pierre Philippe Nalet                           |           | Taillandier |
| 1840                                     | 1847                          | Jean Denis Destors                              |           | |
| 1847                                     | 1851                          | Auguste Philippe Hilaire Duverger de Villeneuve |           | Avocat puis commissaire-priseur |
| 1851                                     | 1853                          | Auguste Barré                                   |           | |
| 1853                                     | 1870                          | Pierre Emile Joseph Martelet                    |           | Professeur |
| 1871                                     | 1874                          | Antoine Pierre Joseph Prévost                   |           | Avocat puis compositeur |
| 1875                                     | 1878                          | Jean-Baptiste Rémy Choffin                      |           | |
| 1878                                     | 1886                          | Antoine Pierre Joseph Prévost                   |           | Avocat puis compositeur |
| 1886                                     | 1888                          | Charles Quignon                                 |           | |
| 1888                                     | 1892                          | Charles Louis Marie Desterne                    |           | |
| 1892                                     | 1893                          | René Gamain                                     |           | Avocat Conseiller général de la Seine (Canton de Nogent-sur-Marne) (1893 → 1893)                                                                |
| 1893                                     | 1901                          | Paul Emile Dufour                               |           | Musicien |
| 1901                                     | 1904                          | Emile Anatole Hérault                           |           | |
| 1905                                     | 1911                          | Thésée Paul Emile Pouillet                      |           | Médecin |
| 1911                                     | 1912                          | Jean Antoine Séguiniol                          |           | |
| 1912                                     | 1919                          | Albert Thomas,                                  | SFIO      | Membre du gouvernement (1915 → 1917) Député de la Seine (1910 → 1919) Directeur du Bureau International du Travail (1919 → 1932) Démissionnaire |
| 1919                                     | 1925                          | Henri Aimé Théodore Justinien Raymond           | SFIO      | |
| 1925                                     | 1933                          | Eugène Auguste Courel                           | SFIO      | Comptable Mort en fonction |
| 1933                                     | 1940                          | Gaston Alphonse Chardin                         | SFIO      | Syndicaliste, employé municipal |
| 1940                                     | mai 1941                      | Paul Aristide Théophile Daussy                  |           | Rédacteur |
| mai 1941                                 | 1944                          | Charles Léon Gabriel Jobelin                    |           | Secrétaire de mairie Nommé maire par le gouvernement de Vichy                                                                                   |
| octobre 1944                             | octobre 1947                  | Louis Merlane                                   | SFIO      | Comptable, Résistant Président de la délégation spéciale installée par arrêté préfectoral, faisant fonction de maire puis élu maire en mai 1945 |
| octobre 1947                             | juillet 1950                  | René Émile Desvilettes,                         | PCF       | Agent EDF, Résistant Mort en fonction |
| 1950                                     | avril 1975                    | Louis Talamoni,                                 | PCF       | Comptable, Résistant. Sénateur de la Seine (1958 → 1959 et 1963 → 1968) Sénateur du Val-de-Marne (1968 → 1975) Décédé en fonction               |
| mai 1975                                 | novembre 2004                 | Jean-Louis Bargero,                             | PCF       | Instituteur Conseiller général de Champigny-sur-Marne-Est (1976 → 2001) Démissionnaire                                                          |
| novembre 2004,                           | avril 2018                    | Dominique Adenot,                               | PCF       | Président de l'ANECR (2010 → 2016) Décédé en fonction                                                                                           |
| avril 2018                               | juillet 2020                  | Christian Fautré                                | PCF       | Postier retraité |
| juillet 2020                             | En cours (au 25 janvier 2023) | Laurent Jeanne                                  | SL        | Directeur commercial Conseiller régional d'Ile-de-France (2017→) Vice-président de l'ETP Paris-Est-Marne et Bois (2020 → )                      |